# 麥迪遜鎮區 (明尼蘇達州拉基帕爾縣)
麥迪遜鎮區（英語：Madison Township）是位於美國明尼蘇達州拉基帕爾縣的一個行政鎮區。

## 歷史
麥迪遜鎮區於1879年設立，得名自威斯康星州的麥迪遜。

## 地方資料
麥迪遜鎮區的面積為90.49平方千米，當中陸地面積為90.05平方千米，而水域面積為0.44平方千米。根據2020年美國人口普查的數據，當地共有人口204人，而人口密度為每平方千米2.25人。